# Der kleine Song Contest
Der kleine Song Contest ist der Titel einer dreiteiligen Fernsehshow, die vom Österreichischen Rundfunk (ORF) produziert wurde. Da wegen der COVID-19-Pandemie in den Niederlanden der Eurovision Song Contest 2020 abgesagt werden musste, entschloss sich der ORF zu einer kleineren Ausgabe der Show. Sie wurde von 14. bis 18. April 2020 bei ORF eins ausgestrahlt.

## Konzept
An drei Abenden (14., 16., und 18. April 2020) wurden die 41 Songs, die ursprünglich für den ESC 2020 konzipiert und davor als offizielle Musikvideos produziert worden waren, präsentiert. Dabei waren zweimal je 14 und einmal 13 Songs zu sehen. Moderiert und kommentiert wurde die Auswahl – wie beim eigentlichen Eurovision Song Contest – von Andi Knoll. Die einzelnen Beiträge wurden zusätzlich von österreichischen Prominenten kommentiert. Eine zehnköpfige Jury, bestehend aus zehn ehemaligen Vertretern Österreichs beim Eurovision Song Contest, vergab dabei – wie aufgrund der Maßnahmen zur Eindämmung der Pandemie üblich – mit Videotelefonie, Punkte: von 0 bis 8 sowie 10 und 12 Punkte. Somit konnte ein Song insgesamt maximal 120 Punkte bekommen. Anders als beim großen Vorbild konnten die Punkte mehrfach vergeben werden. Daneben wurde die Regelung eingeführt, dass Österreich auch den eigenen Beitrag bewerten und dafür abstimmen darf.
So wurden an drei Abenden drei Jury-Tagessieger ermittelt. Unter diesen drei Jury-Siegern hatte dann das Publikum mittels Telefonvoting die Möglichkeit, einen Sieger des kleinen Song Contests zu ermitteln. Mit 48 Prozent gewann Island am 18. April 2020 den kleinen Song Contest.

## Jury
- Nadine Beiler, ESC-Teilnehmerin 2011
- Petra Frey, ESC-Teilnehmerin 1994
- Manuel Ortega, ESC-Teilnehmer 2002
- Eric Papilaya, ESC-Teilnehmer 2007
- Alf Poier, ESC-Teilnehmer 2003
- Cesár Sampson, ESC-Teilnehmer 2018
- Simone Stelzer, ESC-Teilnehmerin 1990
- Zoë Straub, ESC-Teilnehmerin 2016
- Waterloo, ESC-Teilnehmer 1976
- Conchita Wurst, ESC-Gewinnerin 2014

## Sendungen

### Erste Sendung (14. April 2020)
| Platz | Land                   | Interpret                        | Lied Musik (M) und Text (T) | Sprache                                                                | Übersetzung (inoffiziell) | Punkte |
| ----- | ---------------------- | -------------------------------- | --- | ---------------------------------------------------------------------- | ------------------------- | ------ |
| 01.   | Island                 | Daði og Gagnamagnið              | Think About Things M/T: Daði Freyr | Englisch                                                               | Über Dinge nachdenken     | 75     |
| 02.   | Niederlande            | Jeangu Macrooy                   | Grow M: Jeangu Macrooy, Perquisite; T: Jeangu Macrooy | Englisch                                                               | Wachsen                   | 71     |
| 02.   | Bulgarien              | Victoria Виктория                | Tears Getting Sober M: Victoria Georgiewa, Borislaw Milanow, Lukas Oscar Janisch, Cornelia Wiebols; T: Victoria Georgiewa, Borislaw Milanow, Lukas Oscar Janisch | Englisch                                                               | Tränen werden nüchtern    | 71     |
| 04.   | Vereinigtes Königreich | James Newman                     | My Last Breath M/T: James Newman, Adam Argyle, Ed Drewett, Iain James                                                                                            | Englisch                                                               | Mein letzter Atemzug      | 66     |
| 05.   | Belgien                | Hooverphonic                     | Release Me M: Alex Callier, Luca Chiaravalli; T: Alex Callier | Englisch                                                               | Lass mich los             | 63     |
| 06.   | Polen                  | Alicja                           | Empires M/T: Patryk Kumór, Dominic Buczkowski-Wojtaszek, Laurell Barker, Frazer Mac                                                                              | Englisch                                                               | Weltreiche                | 61     |
| 06.   | Rumänien               | Roxen                            | Alcohol You M: Ionuț Armaș, Viky Red; T: Ionuț Armaș, Breyan Isaac                                                                                               | Englisch                                                               | Ich rufe dich an          | 61     |
| 08.   | Israel                 | Eden Alene עדן אלנה              | Feker Libi M/T: Doron Medalie, Idan Raichel | Englisch, Hebräisch, Amharisch, Arabisch, Konstruierte Sprache         | Geliebt                   | 60     |
| 09.   | Spanien                | Blas Cantó                       | Universo M: Blas Cantó, Dan Hammond, Ash Hicklin, Mikolaj Trybulec, Dangelo Ortega; T: Blas Cantó, Dan Hammond                                                   | Spanisch                                                               | Universum                 | 55     |
| 10.   | Zypern                 | Sandro Σάντρο                    | Running M: Alfie Arcuri, Sebastian Rickards, Octavian Rasinariu, Sandro, Teo DK; T: Alfie Arcuri, Sebastian Rickards, Octavian Rasinariu, Sandro                 | Englisch                                                               | Rennen                    | 50     |
| 11.   | Georgien               | Tornike Kipiani თორნიკე ყიფიანი  | Take Me as I Am M/T: Tornike Kipiani | Englisch mit Zeilen auf Deutsch, Französisch, Italienisch und Spanisch | Nimm mich wie ich bin     | 49     |
| 12.   | Armenien               | Athena Manoukian Աթենա Մանուկեան | Chains on You M: Athena Manoukian, DJ Paco; T: Athena Manoukian                                                                                                  | Englisch                                                               | Ketten an dir             | 42     |
| 13.   | San Marino             | Senhit                           | Freaky! M/T: Gianluigi Fazio, Henrik Steen Hansen, Nanna Bottos                                                                                                  | Englisch                                                               | Ausgeflippt!              | 35     |
| 14.   | Belarus                | VAL                              | Da widna Да відна M/T: Vladislav Pashkevich, Valery Grybusava, Nikita Naydenov                                                                                   | Belarussisch                                                           | Bis zum Morgengrauen      | 17     |

### Zweite Sendung (16. April 2020)
| Platz | Land          | Interpret         | Lied Musik (M) und Text (T) | Sprache                           | Übersetzung (inoffiziell) | Punkte |
| ----- | ------------- | ----------------- | --- | --------------------------------- | ------------------------- | ------ |
| 01.   | Malta         | Destiny           | All of My Love M: Bernarda Brunovic, Borislaw Milanow, Sebastian Arman, Dag Lundberg, Joacim Persson, Cesar Sampson; T: Bernarda Brunovic, Borislaw Milanow, Sebastian Arman, Dag Lundberg, Joacim Persson | Englisch                          | All meine Liebe           | 97     |
| 02.   | Schweden      | The Mamas         | Move M/T: Herman Gardarfve, Melanie Wehbe, Patrik Jean | Englisch                          | Bewegen                   | 86     |
| 03.   | Frankreich    | Tom Leeb          | Mon Alliée (The Best in Me) M: Peter Boström, Thomas G:son; T: Peter Boström, Thomas G:son, John Lundvik, Tom Leeb, Amir Haddad, Lea Ivanne                                                                | Französisch, Englisch             | Das Beste in mir          | 69     |
| 04.   | Russland      | Little Big        | Uno M/T: Little Big | Englisch, Spanisch                | Eins                      | 67     |
| 05.   | Schweiz       | Gjon’s Tears      | Répondez-moi M/T: Gjon Muharremaj, Xavier Michel, Alizé Oswald, Jeroen Swinnen | Französisch                       | Antwortet mir             | 64     |
| 06.   | Litauen       | The Roop          | On Fire M: Vaidotas Valiukevičius, Robertas Baranauskas, Mantas Banišauskas; T: Vaidotas Valiukevičius | Englisch                          | Am Brennen                | 57     |
| 07.   | Finnland      | Aksel             | Looking Back M/T: Joonas Angeria, Connor McDonough | Englisch                          | Zurückschauen             | 56     |
| 08.   | Irland        | Lesley Roy        | Story of My Life M/T: Lesley Roy, Robert Marvin, Catt Gravitt, Tom Shapiro | Englisch                          | Geschichte meines Lebens  | 55     |
| 09.   | Aserbaidschan | Efendi Əfəndiyeva | Cleopatra M/T: Luuk van Beers, Alan Roy Scott, Sarah Lake | Englisch mit Mantra auf Japanisch | –                         | 50     |
| 09.   | Slowenien     | Ana Soklič        | Voda M: Ana Soklič, Bojan Simončič; T: Ana Soklič | Slowenisch                        | Wasser                    | 50     |
| 11.   | Kroatien      | Damir Kedžo       | Divlji vjetre M/T: Ante Pecotić | Kroatisch                         | Wilder Wind               | 45     |
| 12.   | Lettland      | Samanta Tīna      | Still Breathing M: Samanta Tīna; T: Aminata Savadogo | Englisch                          | Immer noch am Atmen       | 36     |
| 13.   | Portugal      | Elisa             | Medo de Sentir M/T: Marta Carvalho | Portugiesisch                     | Angst, zu fühlen          | 30     |
| 14.   | Moldau        | Natalia Gordienko | Prison M/T: Dimitris Kontopoulos, Phillip Kirkorow, Sharon Vaughn | Englisch                          | Gefängnis                 | 28     |

### Dritte Sendung (18. April 2020)
| Platz | Land           | Interpret         | Lied Musik (M) und Text (T) | Sprache                      | Übersetzung (inoffiziell) | Punkte |
| ----- | -------------- | ----------------- | --- | ---------------------------- | ------------------------- | ------ |
| 01.   | Österreich     | Vincent Bueno     | Alive M: Vincent Bueno, David „Davey“ Yang, Felix van Göns, Artur Aigner; T: Vincent Bueno                                                        | Englisch                     | Lebendig                  | 76     |
| 02.   | Dänemark       | Ben & Tan         | Yes M/T: Emil Adler Lei, Jimmy Jansson, Linnea Deb                                                                                                | Englisch                     | Ja                        | 73     |
| 03.   | Deutschland    | Ben Dolic         | Violent Thing M: Borislaw Milanow, Peter St. James, Dag Lundberg, Jimmy Thorén, Connor Martin; T: Borislaw Milanow, Peter St. James, Dag Lundberg | Englisch                     | Brutales Ding             | 66     |
| 04.   | Norwegen       | Ulrikke           | Attention M/T: Christian Ingebrigtsen, Kjetil Mørland, Ulrikke Brandstorp                                                                         | Englisch                     | Aufmerksamkeit            | 62     |
| 04.   | Albanien       | Arilena Ara       | Fall from the Sky M: Darko Dimitrov, Lazar Cvetkovski; T: Michael Blue, Robert Stevenson, Sam Schummer                                            | Englisch                     | Vom Himmel fallen         | 62     |
| 06.   | Italien        | Diodato           | Fai rumore M: Diodato, Edwyn Roberts; T: Diodato                                                                                                  | Italienisch                  | Du bist laut              | 59     |
| 07.   | Griechenland   | Stefania Στεφανία | SUPERG!RL M: Dimitris Kontopoulos, Arcade; T: Dimitris Kontopoulos, Arcade, Sharon Vaughn                                                         | Englisch                     | –                         | 51     |
| 07.   | Tschechien     | Benny Cristo      | Kemama M: Osama Verse-Atile; T: Ben Cristovao, Charles Sarpong                                                                                    | Englisch                     | –                         | 51     |
| 09.   | Estland        | Uku Suviste       | What Love Is M: Uku Suviste; T: Sharon Vaughn | Englisch                     | Was Liebe ist             | 48     |
| 10.   | Ukraine        | Go A              | Solovey Соловей M: Taras Schewtschenko, Kateryna Pawlenko; T: Kateryna Pawlenko                                                                   | Ukrainisch                   | Nachtigall                | 45     |
| 11.   | Nordmazedonien | Vasil Васил       | YOU M: Nevena Neskoska; T: Nevena Neskoska, Kalina Neskoska, Alice Schroeder                                                                      | Englisch                     | Du                        | 42     |
| 12.   | Australien     | Montaigne         | Don’t Break Me M: Anthony Egizii, David Musumeci, Jessica Cerro; T: Anthony Egizii, Jessica Cerro                                                 | Englisch                     | Mach mich nicht kaputt    | 35     |
| 12.   | Serbien        | Hurricane         | Hasta la vista M: Nemanja Antonić; T: Kosana Stojić, Sanja Vučić                                                                                  | Serbisch, Spanisch, Englisch | Bis später                | 35     |

## Finale (18. April 2020)
| Platz | Land       | Interpret           | Lied Musik (M) und Text (T) | Zuschauerstimmen (in Prozent) |
| ----- | ---------- | ------------------- | --- | ----------------------------- |
| 1.    | Island     | Daði og Gagnamagnið | Think About Things M/T: Daði Freyr | 48 %                          |
| 2.    | Österreich | Vincent Bueno       | Alive M: Vincent Bueno, David „Davey“ Yang, Felix van Göns, Artur Aigner; T: Vincent Bueno | 33 %                          |
| 3.    | Malta      | Destiny             | All of My Love M: Bernarda Brunovic, Borislaw Milanow, Sebastian Arman, Dag Lundberg, Joacim Persson, Cesar Sampson; T: Bernarda Brunovic, Borislaw Milanow, Sebastian Arman, Dag Lundberg, Joacim Persson | 19 %                          |